# Ōta Dōkan
En aquest nom japonès, el cognom és Ōta.
Ōta Dōkan (太田道灌) (?, 1432 - Isehara, 1486) va néixer amb el nom d'Ōta Sukenaga (太田資長) i era un samurai. Va ser fill una família feudal o dàimio, descendent de Minamoto no Yorimasa. Va servir com a vassall de la branca Ōgigayatsu a la família Uesugi. Ōta Dōkan té fama d'haver estat un excel·lent estrateg militar. Va ser executat després de ser acusat de deslleialtatper la família Uesugi, quan aquest passava per un període de conflictes intern. És reconegut per haver construït el Castell Edo el 1457.